# 월드 레슬링 프로페셔널
월드 레슬링 프로페셔널(World Wrestling Professionals, 약자 WWP)는 남아프리카공화국의 프로레슬링 최대 프로레슬링 단체이다. 2002년 설립되었으며, 2004년부터 2006년까지는 알케부란과 데프 펙시온이라는 양대 브랜드로 로스터를 분리하여 운영하기도 했다.

## GFW와의 제휴관계
2014년 10월 미국의 새로운 단체 GFW와 제휴관계를 맺는다.

## 소속된 로스터

### 남성 레슬러
- 조 E 레전드

## 과거 소속되었던 로스터

### 남성 레슬러
- 저스틴 가브리엘
- 애덤 로즈